# Абделькарім аль-Кабаріті
Абделькарім аль-Кабаріті (араб. عبد الكريم الكباريتي; нар. 15 грудня 1949) — йорданський політик, голова уряду Йорданії від лютого 1996 до березня 1997 року.

## Кар'єра
1989 року був вперше обраний до лав йорданського парламенту. Впродовж деякого часу займав пост міністра праці й туризму, а 1995 року очолив міністерство закордонних справ.
У лютому 1996 року король Хусейн бен Талал доручив йому сформувати уряд. Аль-Кабаріті розпочав реформи, спрямовані на відкритість до ЗМІ, а також підтримав зближення з Сирією й Ізраїлем. Натомість стосунки з Іраком стали менш близькими. Невдовзі після відставки, 1999 року, став начальником королівського двору.